# Йоргос Георгіадіс
Йоргос Георгіадіс (грец. Γιώργος Χ. Γεωργιάδης, нар. 8 березня 1972, Кавала) — грецький футболіст, що грав на позиції півзахисника. По завершенні ігрової кар'єри — футбольний тренер. Наразі очолює тренерський штаб команди «Верія».
Виступав, зокрема, за клуби «Панатінаїкос» та ПАОК, а також національну збірну Греції.
П'ятиразовий володар Кубка Греції. Триразовий чемпіон Греції. У складі збірної — чемпіон Європи.

## Клубна кар'єра
Народився 8 березня 1972 року в місті Кавала. Вихованець футбольної школи клубу «Керавнос Крінідес».
У дорослому футболі дебютував 1990 року виступами за команду клубу «Докса Драма», в якій провів два сезони, взявши участь у 55 матчах чемпіонату. 
Своєю грою за цю команду привернув увагу представників тренерського штабу клубу «Панатінаїкос», до складу якого приєднався 1992 року. Відіграв за клуб з Афін наступні шість сезонів своєї ігрової кар'єри. Більшість часу, проведеного у складі «Панатінаїкоса», був основним гравцем команди. У складі «Панатінаїкоса» був одним з головних бомбардирів команди, маючи середню результативність на рівні 0,34 голу за гру першості. За цей час двічі виборював титул чемпіона Греції.
Протягом 1998—1999 років захищав кольори команди клубу «Ньюкасл Юнайтед».
У 1999 році уклав контракт з клубом ПАОК, у складі якого провів наступні чотири роки своєї кар'єри гравця. Граючи у складі ПАОКа також здебільшого виходив на поле в основному складі команди. В новому клубі був серед найкращих голеодорів, відзначаючись забитим голом в середньому щонайменше у кожній третій грі чемпіонату.
Згодом з 2003 по 2007 рік грав у складі команд клубів «Олімпіакос» та «Іракліс». Протягом цих років додав до переліку своїх трофеїв ще один титул чемпіона Греції.
Завершив професійну ігрову кар'єру у клубі ПАОК, у складі якого вже виступав раніше. Прийшов до команди 2007 року, захищав її кольори до припинення виступів на професійному рівні у 2008 році.

## Виступи за збірну
У 1993 році дебютував в офіційних матчах у складі національної збірної Греції. Протягом кар'єри у національній команді, яка тривала 12 років, провів у формі головної команди країни 61 матч, забивши 10 голів.
У складі збірної був учасником чемпіонату Європи 2004 року у Португалії, здобувши того року титул континентального чемпіона.

## Кар'єра тренера
Розпочав тренерську кар'єру невдовзі по завершенні кар'єри гравця, 2009 року, очоливши тренерський штаб молодіжної збірної Греції.
В подальшому протягом декількох нетривалих періодів очолював команду клубу ПАОК, також входив до тренерського штабу цього клубу як асистент.
2015 року очолив тренерський штаб команди «Верія».

## Титули і досягнення

### Командні
- Володар Кубка Греції (5):

«Панатінаїкос»:  1993–94, 1994–95
ПАОК: 2000–01, 2002–03
«Олімпіакос»: 2004–05
- Чемпіон Греції (3):

«Панатінаїкос»: 1994–95, 1995–96
«Олімпіакос»: 2004–05
- Володар Суперкубка Греції (2):

«Панатінаїкос»:  1993, 1994
- Чемпіон Європи (1): 2004

### Особисті
- Футболіст року в Греції: 1995